# المپیک زمستانی ۱۹۸۴
بازی‌های المپیک زمستانی ۱۹۸۴ (به انگلیسی: XIV Olympic Winter Games) در شهر سارایوو، یوگسلاوی سابق (بوسنی و هرزگوین فعلی) از ۸ تا ۱۹ فوریه ۱۹۸۴ برگزار شد.
در این دوره از بازی‌ها آلمان شرقی با ۹ طلا، ۹ نقره و ۶ برنز مقام اول این رقابت‌ها را به دست آورد. شوروی با ۶ طلا، ۱۰ نقره و ۹ برنز مقام دوم را کسب کرد و تیم آمریکا با ۴ طلا، ۴ نقره و ۰ برنز به مقام سوم رسید. تیم ایران نیز در این دوره از بازی‌ها شرکت نکرده است.

## نگارخانه

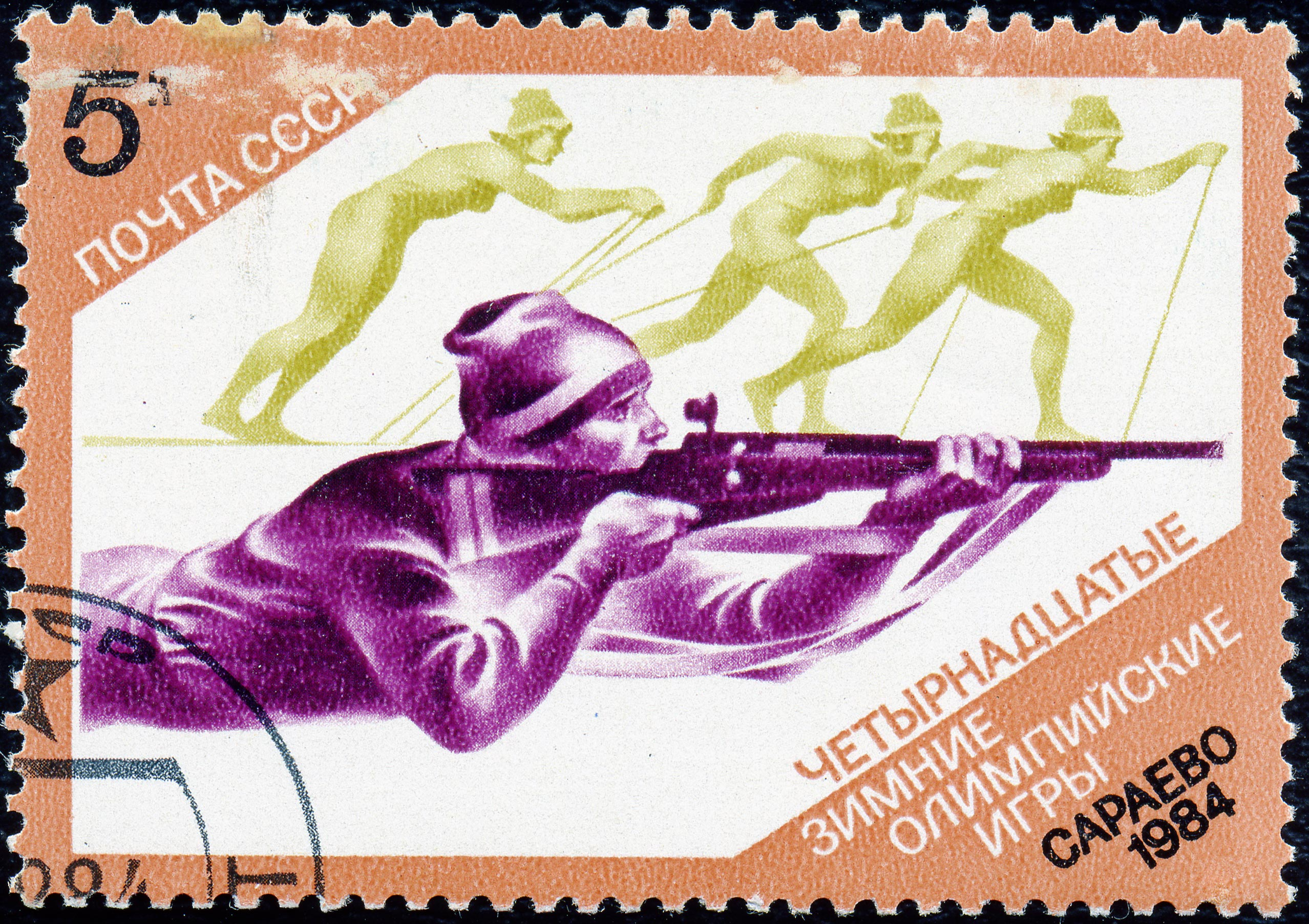
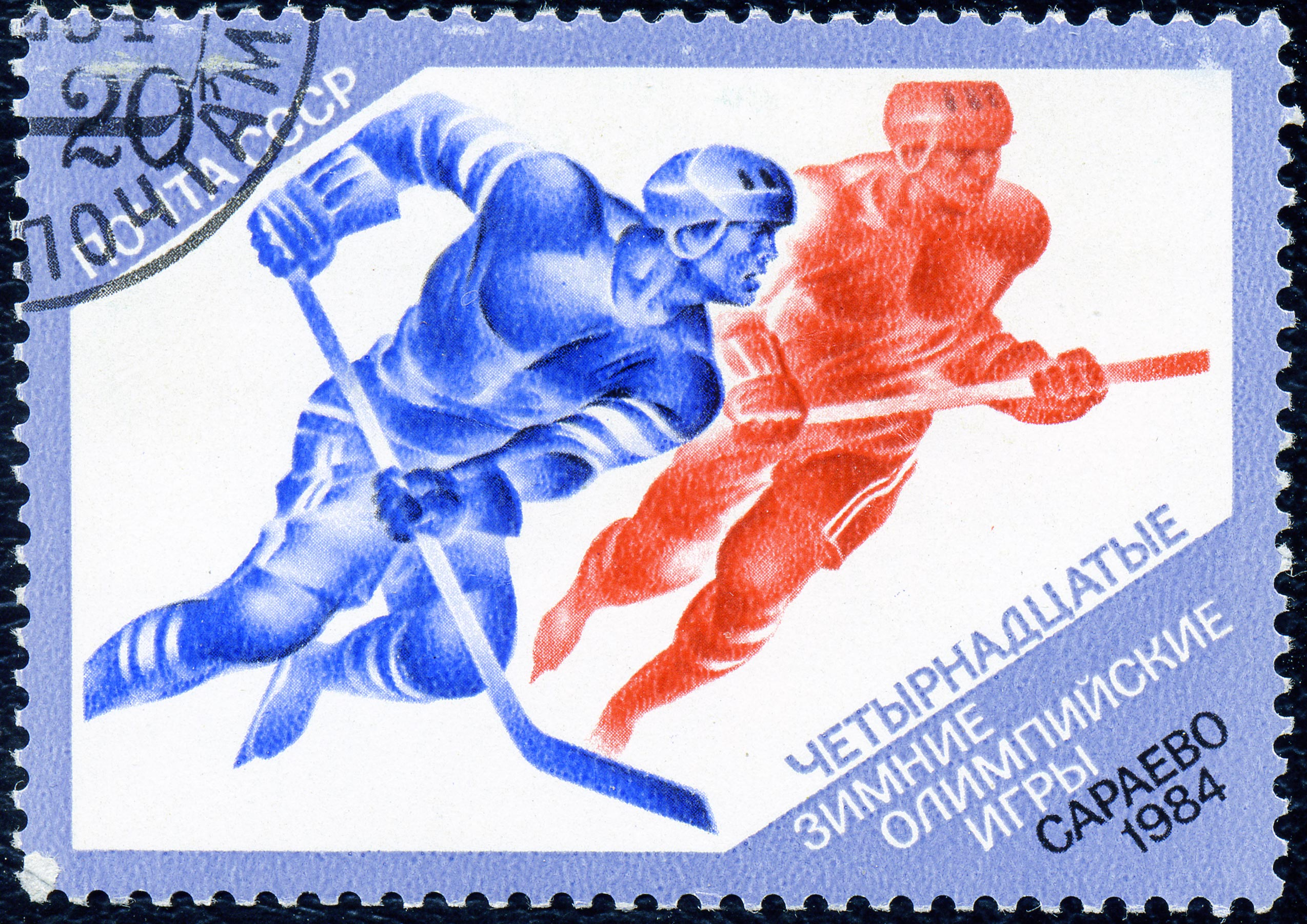
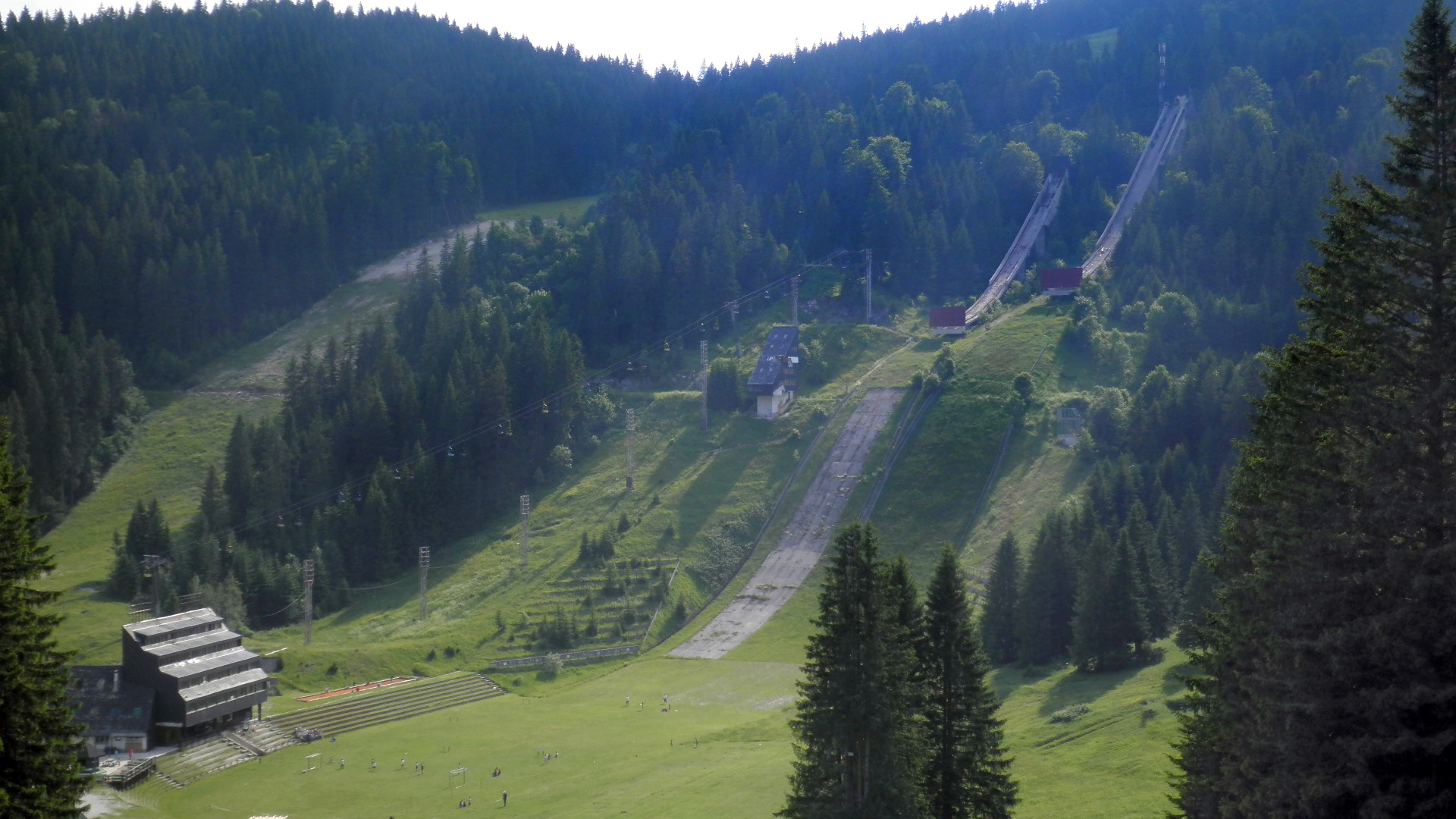
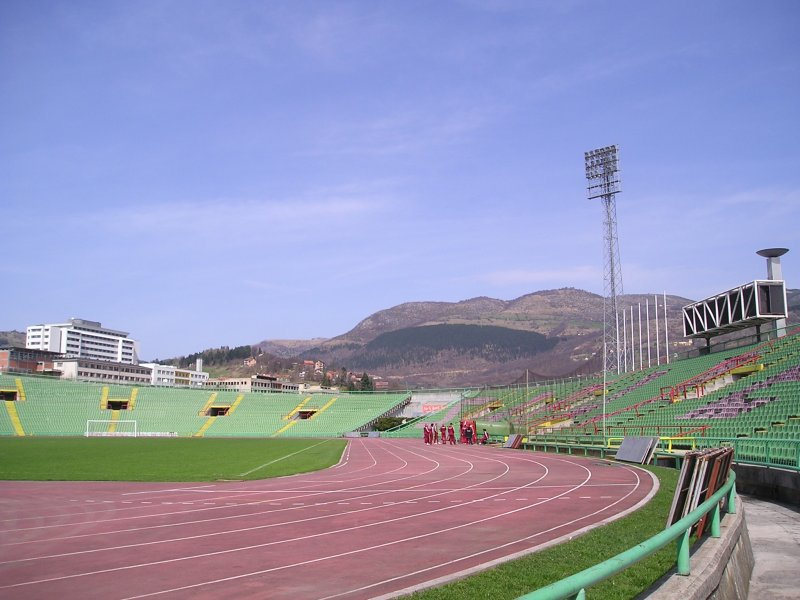

## ورزش‌ها
- اسکی آلپاین (۶) (جزئیات)
- ورزش دوگانه (۳) (جزئیات)
- بابسلد (۲) (جزئیات)
- اسکی صحرانوردی (۸) (جزئیات)
- اسکیت نمایشی (۴) (جزئیات)
- هاکی روی یخ (۱) (جزئیات)
- لژسواری (۳) (جزئیات)
- نوردیک ترکیبی (۱) (جزئیات)
- اسکی پرش (۲) (جزئیات)
- اسکیت سرعت (۹) (جزئیات)

## کشورهای شرکت‌کننده
- آندورا (۲)
- آرژانتین (۱۸)
- استرالیا (۱۰)
- اتریش (۶۵)
- بلژیک (۴)
- بولیوی (۳)
- جزایر ویرجین بریتانیا (۱)
- بلغارستان (۱۶)
- کانادا (۶۷)
- شیلی (۴)
- چین (۳۷)
- کاستاریکا (۴)
- قبرس (۵)
- چکسلواکی (۵۰)
- مصر (۱)
- فنلاند (۴۵)
- فرانسه (۳۲)
- آلمان شرقی (۵۷)
- آلمان غربی (۸۴)
- بریتانیای کبیر (۳۰)
- یونان (۶)
- مجارستان (۹)
- ایسلند (۵)
- ایتالیا (۷۴)
- ژاپن (۳۹)
- کره شمالی (۶)
- کره جنوبی (۱۵)
- لبنان (۴)
- لیختن‌اشتاین (۱۰)
- مکزیک (۱)
- موناکو (۱)
- مغولستان (۴)
- مراکش (۴)
- هلند (۱۳)
- نیوزیلند (۶)
- نروژ (۵۸)
- لهستان (۳۰)
- پورتوریکو (۱)
- رومانی (۱۹)
- سان مارینو (۳)
- سنگال (۱)
- اتحاد شوروی (۱۰۱)
- اسپانیا (۱۳)
- سوئد (۶۰)
- سوئیس (۴۲)
- چین تایپه (۱۲)
- ترکیه (۷)
- ایالات متحده آمریکا (۱۰۷)
- یوگسلاوی (۷۲) (میزبان)

## جدول مدال‌ها
*   کشور میزبان (یوگسلاوی)
| رتبه            | کشور                | طلا | نقره | برنز | مجموع |
| --------------- | ------------------- | --- | ---- | ---- | ----- |
| ۱               | آلمان شرقی          | ۹   | ۹    | ۶    | ۲۴    |
| ۲               | اتحاد شوروی         | ۶   | ۱۰   | ۹    | ۲۵    |
| ۳               | ایالات متحده آمریکا | ۴   | ۴    | ۰    | ۸     |
| ۴               | فنلاند              | ۴   | ۳    | ۶    | ۱۳    |
| ۵               | سوئد                | ۴   | ۲    | ۲    | ۸     |
| ۶               | نروژ                | ۳   | ۲    | ۴    | ۹     |
| ۷               | سوئیس               | ۲   | ۲    | ۱    | ۵     |
| ۸               | آلمان غربی          | ۲   | ۱    | ۱    | ۴     |
| ۸               | کانادا              | ۲   | ۱    | ۱    | ۴     |
| ۱۰              | ایتالیا             | ۲   | ۰    | ۰    | ۲     |
| ۱۱              | بریتانیای کبیر      | ۱   | ۰    | ۰    | ۱     |
| ۱۲              | چکسلواکی            | ۰   | ۲    | ۴    | ۶     |
| ۱۳              | فرانسه              | ۰   | ۱    | ۲    | ۳     |
| ۱۴              | ژاپن                | ۰   | ۱    | ۰    | ۱     |
| ۱۴              | یوگسلاوی*           | ۰   | ۱    | ۰    | ۱     |
| ۱۶              | لیختن‌اشتاین         | ۰   | ۰    | ۲    | ۲     |
| ۱۷              | اتریش               | ۰   | ۰    | ۱    | ۱     |
| مجموع (۱۷ کشور) | مجموع (۱۷ کشور)     | ۳۹  | ۳۹   | ۳۹   | ۱۱۷   |